# Campeonato Europeo Sub-17 de la UEFA 2007
El Campeonato Europeo Sub-17 de la UEFA de 2007 fue celebrado en Bélgica y fue la 6.ª edición . Los cinco mejores equipos (las dos mejores plazas de cada grupo y el ganador de los playoff para la tercera posición) se clasificaron para la Copa Mundial de Fútbol Sub-17 de 2007. Los jugadores que nacieron después del 1 de enero de 1990 pudieron jugar en esta edición.

## Equipos clasificados
| Equipos participantes | Equipos participantes | Equipos participantes | Equipos participantes | Equipos participantes |
| --------------------- | --------------------- | --------------------- | --------------------- | --------------------- |
| Bélgica               | Inglaterra            | Francia               | Alemania              |                       |
| Islandia              | Países Bajos          | España                | Ucrania               |                       |

## Finales

### Grupo A
| Equipo   | Pts | PJ | PG | PE | PP | GF | GC | Dif |
| -------- | --- | -- | -- | -- | -- | -- | -- | --- |
| España   | 7   | 3  | 2  | 1  | 0  | 5  | 1  | +4  |
| Francia  | 4   | 3  | 1  | 1  | 1  | 4  | 5  | -1  |
| Alemania | 4   | 3  | 1  | 1  | 1  | 3  | 2  | +1  |
| Ucrania  | 1   | 3  | 0  | 1  | 2  | 3  | 7  | -4  |

| 2 de mayo de 2007, 14:00 | Francia | 0:2 | España                        | Stade de Bielmont, Verviers      |                                  |
|                          |         |     | Iago Falqué 19 Fran Mérida 73 | Árbitro(s): Dejan Filipović, SRB | Árbitro(s): Dejan Filipović, SRB |

| 2 de mayo de 2007, 16:00 | Alemania                                | 2:0 | Ucrania | Kehrweg Stadion, Eupen              |                                     |
|                          | Sascha Bigalke 25 (penal) Toni Kroos 77 |     |         | Árbitro(s): George Vadachkoria, GEO | Árbitro(s): George Vadachkoria, GEO |

| 4 de mayo de 2007, 16:00 | España                                                     | 3:1 | Ucrania              | Stade de la Cité de l'Oie, Visé |                            |
|                          | Ignacio Camacho Barnola 31 Iago Falqué 62 Daniel Aquino 69 |     | Serhiy Shevchuk 80+1 | Árbitro(s): Jan Jilek, CZE      | Árbitro(s): Jan Jilek, CZE |

| 4 de mayo de 2007, 18:30 | Francia                  | 2:1 | Alemania      | Kehrweg Stadion, Eupen           |                                  |
|                          | Damien Le Tallec 56 - 71 |     | Toni Kroos 24 | Árbitro(s): Bülent Yıldırım, TUR | Árbitro(s): Bülent Yıldırım, TUR |

| 7 de mayo de 2007, 15:30 | Ucrania                             | 2:2 | Francia                              | Stade de Bielmont, Verviers |                             |
|                          | Artur Karnoza 51 Dmytro Korishko 77 |     | Yann M'Vila 10 Thibault Bourgeois 44 | Árbitro(s): Alan Black, NIR | Árbitro(s): Alan Black, NIR |

| 7 de mayo de 2007, 15:30 | España | 0:0 | Alemania | Kehrweg Stadion, Eupen           |  |
|                          |        |     |          | Árbitro(s): Andrea De Marco, ITA |  |

### Grupo B
| Equipo       | Pts | PJ | PG | PE | PP | GF | GC | Dif |
| ------------ | --- | -- | -- | -- | -- | -- | -- | --- |
| Inglaterra   | 7   | 3  | 2  | 1  | 0  | 7  | 3  | +4  |
| Bélgica      | 5   | 3  | 1  | 2  | 0  | 8  | 4  | +4  |
| Países Bajos | 4   | 3  | 1  | 1  | 1  | 7  | 6  | +1  |
| Islandia     | 0   | 3  | 0  | 0  | 3  | 1  | 10 | -9  |

| 2 de mayo de 2007, 16:00 | Islandia | 0:2 | Inglaterra                      | Orphale Crucke Stadium, Ronse |                            |
|                          |          |     | Krystian Pearce 4 Danny Rose 24 | Árbitro(s): Jan Jilek, CZE    | Árbitro(s): Jan Jilek, CZE |

| 2 de mayo de 2007, 18:00 | Países Bajos                             | 2:2 | Bélgica                               | Stade Leburton, Tubize           |                                  |
|                          | Nacer Barazite 44 Georginio Wijnaldum 77 |     | Nill De Pauw 3 Eden Hazard 57 (penal) | Árbitro(s): Andrea De Marco, ITA | Árbitro(s): Andrea De Marco, ITA |

| 4 de mayo de 2007, 16:00 | Bélgica          | 1:1 | Inglaterra     | Stade Luc Varenne, Tournai       |                                  |
|                          | Niels Ringoot 42 |     | Rhys Murphy 27 | Árbitro(s): Dejan Filipović, SRB | Árbitro(s): Dejan Filipović, SRB |

| 4 de mayo de 2007, 20:15 | Países Bajos                       | 3:0 | Islandia | Orphale Crucke Stadium, Ronse |                             |
|                          | Daley Blind 23 - 52 Marko Matic 79 |     |          | Árbitro(s): Alan Black, NIR   | Árbitro(s): Alan Black, NIR |

| 7 de mayo de 2007, 17:30 | Inglaterra                                                 | 4:2 | Países Bajos                      | Stade Leburton, Tubize           |                                  |
|                          | Henri Lansbury 9 Victor Moses 15 - 54 Tristan Plummer 80+2 |     | Luciano Narsingh 31 Luis Pedro 44 | Árbitro(s): Bülent Yıldırım, TUR | Árbitro(s): Bülent Yıldırım, TUR |

| 7 de mayo de 2007, 17:30 | Bélgica                                                                       | 5:1 | Islandia                | Stade Luc Varenne, Tournai          |                                     |
|                          | Kevin Kis 15 - 68 (pen) Nill De Pauw 48 Christian Benteke 55 Niels Ringoot 58 |     | Kolbeinn Sigthórsson 19 | Árbitro(s): George Vadachkoria, GEO | Árbitro(s): George Vadachkoria, GEO |

### Disputa por la 5ª Plaza
| 10 de mayo de 2007, 18:00 | Alemania                                  | 3:2 | Países Bajos                          | Stade de la Cité de l'Oie, Visé  |                                  |
|                           | Toni Kroos 18 Richard Sukuta-Pasu 61 - 76 |     | Patrick van Aanholt 31 Marko Matic 38 | Árbitro(s): Andrea De Marco, ITA | Árbitro(s): Andrea De Marco, ITA |

## Fase final
Esta Fase se desarrolló en la ciudad de Tournai y Tubize, Bélgica en mayo de 2007.

|  | Semifinales                              | Semifinales                              |            |        | Final                | Final                |  |
|  | 10 de mayo – Tournai 10 de mayo – Tubize | 10 de mayo – Tournai 10 de mayo – Tubize |            |        | 13 de mayo – Tournai | 13 de mayo – Tournai |  |
|  |                                          |                                          |            |        |                      |                      |  |
|  |                                          |                                          |            |        |                      |                      |  |
|  | España                                   | 1 (7)                                    |            |        |                      |                      |  |
|  | España                                   | 1 (7)                                    |            |        |                      |                      |  |
|  | Bélgica                                  | 1 (6)                                    |            |        |                      |                      |  |
|  | Bélgica                                  | 1 (6)                                    |            | España | 1                    |                      |  |
|  |                                          |                                          |            | España | 1                    |                      |  |
|  |                                          |                                          | Inglaterra | 0      |                      |                      |  |
|  | Inglaterra                               | 1                                        | Inglaterra | 0      |                      |                      |  |
|  | Inglaterra                               | 1                                        |            |        |                      |                      |  |
|  | Francia                                  | 0                                        |            |        |                      |                      |  |
|  | Francia                                  | 0                                        |            |        |                      |                      |  |
|  |                                          |                                          |            |        |                      |                      |  |

### Semifinales
| 10 de mayo de 2007, 17:30 | España                                                                | 1:1 (7 – 6 p.)             | Bélgica                                                                   | Stade Luc Varenne, Tournai |                            |
|                           | Bojan Krkić 72                                                        |                            | David Rochela 63 (Autogol)                                                | Árbitro(s): Jan Jilek, CZE | Árbitro(s): Jan Jilek, CZE |
|                           |                                                                       | Tiros desde el punto penal |                                                                           |                            |                            |
|                           | Vitoria · Mérida · Bojan · Rochela · Aquino · Porcar · Ximo · Camacho |                            | De Pauw · Spruyt · Zevne · Hazard · Aquino · Phiri · Geurden · Daeseleire |                            |                            |

| 10 de mayo de 2007, 20:15 | Inglaterra      | 1:0 | Francia | Stade Leburton, Tubize           |                                  |
|                           | Victor Moses 11 |     |         | Árbitro(s): Bülent Yıldırım, TUR | Árbitro(s): Bülent Yıldırım, TUR |

### Final
| 13 de mayo de 2007, 17:45 | España         | 1:0 | Inglaterra | Stade Luc Varenne, Tournai      |                                 |
|                           | Bojan Krkić 48 |     |            | Árbitro(s): Dejan Filipović SRB | Árbitro(s): Dejan Filipović SRB |